# Jocs Olímpics d'Hivern de la Joventut de 2012
El 2012 va ser el primer any que van ser organitzats els Jocs Olímpics d'Hivern de la Joventut. Són organitzats cada quatre anys sota els auspicis del Comitè Olímpic Internacional i és pels joves d'entre 14 i 18 anys. El 12 de desembre de 2008 Innsbruck va ser elegida pel COI com a ciutat amfitriona.

## Programa
| CO | Cerimònia d'obertura | ● | Dia de competició | 1 | Finals | EP | Exhibició de patinatge | CC | Cerimònia de clausura |

| Gener                                 | 13 Dv | 14 Ds | 15 Dg | 16 Dl | 17 Dt | 18 Dc | 19 Dj | 20 Dv | 21 Ds | 22 Dg | Proves |
| ------------------------------------- | ----- | ----- | ----- | ----- | ----- | ----- | ----- | ----- | ----- | ----- | ------ |
| Cerimònies                            | CO    |       |       |       |       |       |       |       |       | CC    |        |
| Esquí alpí                            |       | 2     | 2     |       | 1     | 1     | 1     | 1     | 1     |       | 9      |
| Biatló                                |       |       | 2     | 2     |       |       | 1     |       | 1     |       | 5,5    |
| Esquí de fons                         |       |       |       |       | 2     |       | 2     |       | 1     |       | 4,5    |
| Bobsleigh                             |       |       |       |       |       |       |       |       |       | 2     | 2      |
| Cúrling                               |       | ●     | ●     | ●     | ●     | 1     |       | ●     | ●     | 1     | 2      |
| Esquí acrobàtic                       |       | ●     | 2     |       |       |       | ●     | 2     |       |       | 4      |
| Hoquei sobre gel                      | ●     | ●     | ●     | ●     | ●     | ●     | 2     | ●     | ●     | 2     | 4      |
| Patinatge artístic                    |       | ●     | ●     | 2     | 2     |       |       |       | 1     | EP    | 5      |
| Combinada nòrdica                     |       |       | 1     |       |       |       |       | 1     |       |       | 1,5    |
| Salt amb esquís                       |       | 2     |       |       |       |       |       | 1     |       |       | 2,5    |
| Luge                                  |       |       | 1     | 2     | 1     |       |       |       |       |       | 4      |
| Patinatge de velocitat                |       | 2     |       | 2     |       | 2     |       | 2     |       |       | 8      |
| Patinatge de velocitat en pista curta |       |       |       |       |       | 2     | 2     |       | 1     |       | 5      |
| Tobogan                               |       |       |       |       |       |       |       |       | 2     |       | 2      |
| Surf de neu                           |       | ●     | 2     |       |       |       | ●     | 2     |       |       | 4      |
| Proves totals                         |       | 6     | 10    | 8     | 6     | 6     | 8     | 8     | 6     | 5     | 63     |
| Total acumulat                        |       | 6     | 16    | 24    | 30    | 36    | 44    | 52    | 58    | 63    |        |
| Gener                                 | 13 Dv | 14 Ds | 15 Dg | 16 Dl | 17 Dt | 18 Dc | 19 Dj | 20 Dv | 21 Ds | 22 Dg | Proves |

## Medaller
| Jocs Olímpics d'hivern de la Joventut de 2012 | Jocs Olímpics d'hivern de la Joventut de 2012 | Jocs Olímpics d'hivern de la Joventut de 2012 | Jocs Olímpics d'hivern de la Joventut de 2012 | Jocs Olímpics d'hivern de la Joventut de 2012 | Anells Olímpics |
| Posició                                       | CON                                           | Or                                            | Plata                                         | Bronze                                        | Total           |
| 1                                             | Alemanya                                      | 8                                             | 7                                             | 2                                             | 17              |
| 2                                             | R.P. de la Xina                               | 7                                             | 4                                             | 4                                             | 15              |
| 3                                             | Àustria                                       | 6                                             | 4                                             | 3                                             | 13              |
| 4                                             | Corea del Sud                                 | 6                                             | 3                                             | 2                                             | 11              |
| 5                                             | Rússia                                        | 5                                             | 4                                             | 7                                             | 16              |
| 6                                             | Països Baixos                                 | 4                                             | 1                                             | 2                                             | 9               |
| 7                                             | Suïssa                                        | 3                                             | 0                                             | 5                                             | 8               |
| 8                                             | Japó                                          | 2                                             | 5                                             | 9                                             | 16              |
| 9                                             | Noruega                                       | 2                                             | 5                                             | 2                                             | 9               |
| 10                                            | Estats Units                                  | 2                                             | 3                                             | 3                                             | 8               |